# Cerninella
Cerninella is een geslacht van uitgestorven kreeftachtigen uit de klasse van de Ostracoda (mosselkreeftjes).

## Soorten
- Cerninella bohemica (Barrande, 1872) Pribyl, 1966 †
- Cerninella decorata (Jones, 1855) Ivanova (V. A.), 1979 †
- Cerninella dubitabilis (Oepik, 1937) Pribyl, 1966 †
- Cerninella harpa (Krause, 1892) Ivanova (V. A.), 1979 †
- Cerninella hloubetinensis (Jaanusson, 1957) Pribyl, 1966 †